# Comuna Petrova, Maramureș
Petrova (în maghiară: Petrova, în germană: Petrowa) este o comună în județul Maramureș, Transilvania, România, formată numai din satul de reședință cu același nume.

## Demografie
Componența etnică a comunei Petrova
     Români (92,12%)
     Alte etnii (0,09%)
     Necunoscută (7,79%)
Componența confesională a comunei Petrova
     Ortodocși (91,03%)
     Alte religii (0,88%)
     Necunoscută (8,1%)
Conform recensământului efectuat în 2021, populația comunei Petrova se ridică la 2.285 de locuitori, în scădere față de recensământul anterior din 2011, când fuseseră înregistrați 2.525 de locuitori. Majoritatea locuitorilor sunt români (92,12%), iar pentru 7,79% nu se cunoaște apartenența etnică. Din punct de vedere confesional, majoritatea locuitorilor sunt ortodocși (91,03%), iar pentru 8,1% nu se cunoaște apartenența confesională.

## Politică și administrație
Comuna Petrova este administrată de un primar și un consiliu local compus din 11 consilieri. Primarul, Gheorghe-Grigore Palcuș[*], de la Partidul Național Liberal, este în funcție din 1 noiembrie 2024. Începând cu alegerile locale din 2024, consiliul local are următoarea componență pe partide politice:
|  | Partid                          | Consilieri | Componența Consiliului | Componența Consiliului | Componența Consiliului | Componența Consiliului | Componența Consiliului |
|  | ------------------------------- | ---------- | ---------------------- | ---------------------- | ---------------------- | ---------------------- | ---------------------- |
|  | Partidul Național Liberal       | 5          |                        |                        |                        |                        |                        |
|  | Partidul Social Democrat        | 2          |                        |                        |                        |                        |                        |
|  | Alianța pentru Unirea Românilor | 1          |                        |                        |                        |                        |                        |
|  | Uniunea Salvați România         | 1          |                        |                        |                        |                        |                        |
|  | Partidul Puterii Umaniste       | 1          |                        |                        |                        |                        |                        |
|  | Partidul PRO România            | 1          |                        |                        |                        |                        |                        |

### Personalități locale
- Alexandru Filipașcu (1902 – 1952), istoric, primar al orașului Sighetu Marmației, profesor și preot român, deținut politic din vara anului 1952 la Canalul Dunăre-Marea Neagră, unde a decedat, s-a născut în Petrova la 20 aprilie 1902.
- Gheorghe Bilașco (1863 – 1926), medic, profesor la Universitatea de Medicină și Farmacie Cluj-Napoca s-a născut în Petrova în 1863. A introdus medicina dentară în România.